# Natalia Tomić
Natalia Tomić, född 4 januari 2002, är en kroatisk volleybollspelare (vänsterspiker).
Štimac spelar i Kroatiens landslag och deltog med dem vid VM 2022. Tidigare har hon spelat med dess juniorlandslag och deltog vid U19-EM både 2016 och 2020. Hon har spelat med de kroatiska klubbarna ŽOK Rijeka (2017-2019) och HAOK Mladost (2019-2022) samt den franska klubben Pays d'Aix Venelles VB (2022-).